# Розлад незрілої особистості
Розлад незрілої особистості («РНО») був типом діагностики розладу особистості. Він характеризується недостатнім емоційним розвитком, низькою толерантністю до стресу та тривоги, нездатністю брати на себе особисту відповідальність, а також залежністю від захисних механізмів подолання проблем, які не відповідають віку особи (наприклад: інфантильна поведінка задля привернення уваги). Цей розлад почав «набувати популярності» тільки у 21 столітті. Дослідження, проведене в Данії, показало, що опис цього розладу становлять 2,4 % усіх діагнозів розладу особистості.
Хоча емоційно нестабільний розлад особистості є найпоширенішим розладом особистості серед тих, хто вчиняє несуїцидальні самопошкодження, загальний рівень навмисного самопошкодження є найвищим серед тих, хто має «розлад незрілої особистості».
Було відзначено, що він демонструє «відсутність психічних розладів» і демонструє «неефективну реакцію на соціальні, психологічні та фізичні вимоги».

## Діагностика

### «DSM»
Незріла особистість (321) як описується «порушенням рис особистості» вперше з'явилася у першому виданні Діагностичному і статистичному посібнику з психічних розладів («DSM») окремо від розладів особистості (тоді ще зазначеними як «патологічної особистості»). «DSM» визначає умову для цього розладу наступним чином:
Ця категорія відноситься до осіб, які не в змозі підтримувати свою емоційну рівновагу і незалежність під час незначного чи значного стресу через порушення емоційного розвитку. […] Ця класифікація буде застосована лише до випадків розладу особистості, у яких невротичні риси (такі як тривога, конверсія, фобія тощо) є відносно незначними, а основний недорозвиток особистості є вирішальним фактором розрізнення. Докази фізичної незрілості можуть бути або не бути присутніми.
У виданні DSM-II він став специфікатором типу для іншого розладу особистості (301.89) і залишився без змін у DSM-III. У пізніших виданнях цю умову було видалено.

### «МКХ»
Міжнародна класифікація хвороб («МКХ») також перерахувала стан як незрілу особистість (321) у МКХ-6 та МКХ-7. МКХ-8 представив інший розлад особистості (301.8), який став основним діагнозом, додавши «незрілий» як специфікатор типу. Цю класифікацію поділяють МКХ-9 (301.89) і МКХ-10 (F60.8). Захворювання вилучено у МКХ-11.

## Механіка
«РНО» складається зі слабкого его, що обмежує здатність особи стримувати імпульси або належним чином моделювати тривогу та справлятись з нею. Такі особи не в змозі інтегрувати агресивні та лібідозні фактори, що діють в інших людей, а отже не здатні аналізувати власний досвід.
Це може бути спричинено нейробіологічною незрілістю функціонування мозку, травмою в дитинстві чи іншими причинами.

## У праві та соціумі
- У 1980-х роках було зазначено, що «розлад незрілої особистості» був одним із найпоширеніших захворювань, на які посилалася Римо-Католицька церква, щоб сприяти анулюванню[en] небажаних шлюбів.[15]
- У 1978 році Девіда Авґустина Волтона судили на Барбадосі за вбивство двох перехожих, які запропонували його матері та дівчині підвезти після сварки, він намагався отримати зменшення відповідальності[en] аргументуючи свій стан «розладом незрілої особистості»; його все ж засудили за вбивство.[16]
- У 1989 році колишній співробітник Департаменту транспорту Вісконсина відхилив свій «позов про дискримінацію» після того, як він у ньому стверджував, що його було несправедливо звільнено з робочого місця через його «розлад незрілої особистості» разом із сексуальним фетишем, який проявлявся у тому, що він клав плитки шоколаду[en] під задники жінок, чиї здібності водіння він перевіряв.[17]
- У австралійській справі 1994 року щодо допомоги по безробіттю зазначалося, що хоча «проста особиста відраза до певної роботи не має значення, але стан (такий як „розлад незрілої особистості“) може перекрити сприятливі перспективи».[18]
- Дослідження 2017 року показало, що особі з «розладом незрілої особистості» (як і іншим людям з розладами особистості) було дозволено померти через бельгійські закони про евтаназію, які вимагають медичного діагнозу захворювання яке поширюється на все життя пацієнта, та яке справді може погіршити самопочуття.[19]